# سرایان
شهر سَرایان مرکز شهرستان سرایان، در استان خراسان جنوبی در شرق ایران است. این شهر در فاصله ۴۱۱ کیلومتری جنوب مشهد و ۱۶۲ کیلومتری شمال غربی بیرجند و در مسیر شهرهای بیرجند، گناباد، قائن، فردوس و کاخک قرار دارد. شهر سرایان، از سطح دریا ۱۴۸۴ متر ارتفاع دارد و در سال ۱۳۹۵، ۱۳٬۷۹۵ نفر جمعیت داشته است.
زعفران در سرایان، بالاترین عیار و کیفیت زعفران کشور را دارد.
از حیث وجود مساجد، سرایان جزء شهرهایی است که تعداد زیادی مسجد نسبت به جمعیتش در خود جای داده و به شهر مساجد نیز شهره است.
شش آب انبار تاریخی در داخل شهر سرایان وجود دارد که هنوز هم مردم از آنها استفاده می‌کنند و شاید به همین دلیل باشد که سرایان به شهر آب انبارهای کهن مشهور است.

## شورای شهر سرایان
اعضای شوراهای اسلامی شهر از طریق رأی مستقیم مردم انتخاب می‌شوند. انتخابات شوراهای شهر در کشور به صورت دوره‌ای انجام می‌شود. اعضای شوراهای اسلامی شهر علاوه بر امور شهر خود، از طریق انتخاب اعضای شورای اسلامی بخش و شورای اسلامی شهرستان می‌توانند در اداره امور بخش و شهرستان نیز مشارکت کنند:

### شورای ششم ۱۴۰۰–۱۴۰۴
۱- جواد زینبی ۳ هزار و ۵۵۰ رای
۲- سعید مظفری ۲ هزار و ۶۷۹ رای
۳- رقیه میرفرح یک هزار و ۹۶۱
۴- محمد حسن تیموری یک هزار و ۸۴۱ رای
۵- امیر اصغری یک هزار و ۵۳۰ رای
۶- احسان شوقی یک هزار و ۳۴۵ رای
۷- حسین مقیمی چاهک هزار و ۱۰۱ رای

## جمعیت
بر پایه سرشماری عمومی نفوس و مسکن در سال ۱۳۹۵ جمعیت این شهر ۱۳٬۷۹۵ نفر (در ۴٬۱۳۰ خانوار) بوده است.

## آموزش و فرهنگ
شهر سرایان در حال حاضر دارای چند مرکز آموزش عالی است:
- دانشکده کشاورزی سرایان[۱۴]
- دانشکده بهداشت سرایان[۱۵]
- دانشگاه جامع علمی و کاربردی سرایان[۱۶]
- مرکز آموزش فنی و حرفه ای سرایان[۱۷]

در سال ۱۳۸۶ جشن محو بیسوادی در سرایان برگزار شد. برگزاری جشن محو بیسوادی در پایه مقدماتی شهرستان سرایان به این معنی است که بیسواد زیر ۵۰ سال در این شهرستان وجود ندارد.
در سال ۱۳۹۴ تعداد اعضای فعال کتابخانه‌های شهرستان سرایان۳ هزار و ۲۰۰ نفر بوده است. انجمن کتابخانه‌های شهرستان سرایان در سال ۱۳۹۳ به عنوان انجمن برتر استانی انتخاب شده است. کتابخانه عمومی شهرستان سرایان در سال ۱۳۴۶ از محل ۱٫۵ درصد عوارض شهرداری توسط انجمن وقت کتابخانه‌ها تأسیس شد. این کتابخانه با زیربنای ۲۵۰ مترمربع و تعداد ۲ هزار جلد کتاب آغاز به کار کرد.
تئاتر شهرستان سرایان در پانزدهمین جشنواره تئاتر خراسان جنوبی در سه بخش موفق به دریافت جوایز شد. تئاتر دختر نارچین در این جشنواره موفق به دریافت سه جایزه در بخش‌های اجرای زنده موسیقی، طراحی لباس و بازیگر نمایش شد.

## آیین‌ها
- مراسم آیینی نخل برداری: در عصر روز عاشورا در سرایان برگزار می‌شود. در این آیین حدود ۲۰۰ نفر از افراد در سنین مختلف در حالی که شال یا چادر شب‌های مخصوصی بر بازوان خود بسته‌اند نخل این شهر که نمادی از تابوت و تشییع جنازه سیدالشهدا می‌باشد را بر دوش خود گذاشته و پای برهنه در حالی که که جمعیت عظیم مردم در جلو و پشت سر نخل حرکت کرده و با سردادن نواهای عاشورایی به سر و سینه می‌زنند؛ حمل می‌کنند. در سرایان دو نخل برداشته می‌شود که یکی از نخل‌ها از محل حسینیه علیای این شهر که در وسط شهر واقع شده است تا گلزار شهداء و آرامستان سیدالشهدا و نخل دیگر از مهدیه سرایان به طرف آرامستان رضوان سرایان برده می‌شود.[۲۱]
- میلک دگیر کرده (روشن کردن شمع): از آئین‌ها و مراسم بانوان شهرستان سرایان در بعداز ظهر روز ۱۴ شعبان (روز برات) است که جهت برآوردن حاجات انجام می‌دهند. در زمان‌های بسیار دور که شمع‌های امروزی نبوده است، مردم شمع درست می‌کردند که به آن «میلک» می‌گفتند و به این مراسم نیز «میلک دگیر کرده» می‌گویند. بیشتر بانوان و زنان سالخورده شهرستان سرایان در این مراسم شرکت می‌کنند و این مراسم مربوط به قوم و طایفه خاصی نیست. مردم معتقدند که در این روز به چهار محل که مورد احترام آن‌ها است رفته و در آنجا برای برآوردن حاجات خود شمع روشن می‌کنند و تعدادی از آن‌ها که حاجات شان برآورده شده شیرینی، نُقل و شکلات تقسیم می‌کنند.[۲۲]
- مراسم جشن سده: این جشن که از ۲۸ دی شروع می‌شود و تا یکم بهمن ادامه دارد، کودکان و نوجوانان به در خانه‌ها می‌روند و اشعاری به زبان محلی می‌خوانند. در این جشن صاحبخانه برای کودکان و نوجوانان شعر خوان، مقداری آجیل می‌آورد یا مقداری آرد و روغن به آنها می‌دهد تا غذای سنتی بلغور را به صورت دسته جمعی درست کنند. بعضی از مردم سرایان عقیده دارند با درست کردن آتش سده می‌توانند بفهمند که آیا سال آینده برایشان سالی همراه با باران خواهد بود یا خیر با این نشان که اگر خاکستر آتش را باد ببرد سالی خشک و اگر در محل روشن کردن آتش بماند، سالی پرباران خواهد بود.[۲۳]

## گردشگری

### کاروانسرای سرایان
کاروانسرای سرایان که به رباط شاه عباسی نیز معروف است مربوط به دوره صفوی است و در میدان کوثر سرایان واقع شده است.
کاروانسرای شاه عباسی سرایان در چهل و پنجمین نشست کمیته میراث جهانی یونسکو که در ریاض عربستان در شهریور سال ۱۴۰۲ برگزار شد به ثبت جهانی یونسکو رسید.
- آرامگاه تورانشاه
- کاروانسرای سرایان
- حمام سرایان
- مسجد جامع سرایان
- خانه یزدانی
- مزار میرزاها سرایان
- آب‌انبار آهنگران
- آب انبار فاضل خانی سرایان
- آب انبار حسینیه (حاج عبدالرسول) سرایان
- آب انبار حاج حسن سرایان
- آب انبار آقا سرایان
- آب انبار بالای سرایان
- آسیاب آبی کاه کوه سرایان
- قلعه قلاع سرایان
- بازار میثم سرایان
- غار بتون
- منطقه گردشگری زابر سرایان
- منطقه نمونه گردشگری مصعبی کریمو
- آبشار سبزرود
- سد شهید پارسا
- منطقه ییلاقی خاور
- منطقه ییلاقی آمین و بوسی
- سیاه کوه
- سد تاریخی زو
- دشت لاله‌های بسطاق
- منطقه شکار ممنوع کمرسرخ
- کویر سه قلعه
- دق (رباط) سه قلعه
- امامزاده سلطان کریمشاه کریمو
- امامزاده سلطان مصیب مصعبی
- امامزاده ابوالقاسم قاسم‌آباد
- زیارتگاه پیر اباذر

## ره آوردها
ره آوردهای سرایان، شامل انواع غذاهای سنتی، صنایع دستی، محصولات و سوغات است.

### غذاهای سنتی
- آش غلور
- اشکنه شیری
- اشکنه اوجز
- قوروت
- بلغور پلو
- کَما[۲۶]

### صنایع دستی
- آهنگری سنتی و زنگوله سازی: زنگوله سازی از جمله تولیدات متعدد و متنوع چلنگری (آهنگری سنتی) است که هنوز در شهرستان سرایان اجرا می‌شود. ساخت هر زنگوله سه مرحله اساسی دارد، در مرحله اول ورق آهن مورد نیاز داخل کوره حرارت می‌بیند مراحل تکمیلی بر روی آن انجام می‌گیرد تا بدنه زنگ ساخته شود، در مرحله دوم تیرگذاری وسط زنگ و در مرحله بعد هم صداگیری انجام می‌شود که مهارت خاص خود را می‌طلبد.[۲۷]
- ابزارآلات فلزی
- محرق ساقه گندم
- چلنگری
- خراطی سنتی
- چرم‌سازی
- حوله‌بافی
- گلیم‌بافی
- جاجیم بافی
- پارچه‌بافی
- چادرشب‌بافی
- میناکاری
- سرمه‌دوزی
- تراش سنگ‌های قیمتی
- نمد مالی
- کلاه مالی
- سفالگری
- چکن‌دوزی: نوعی سوزن‌دوزی و هنر دست بانوان است که برای تهیه مایحتاج به عنوان کیسه ادویه، پول و لوازم آرایش تولید می‌شود.[۲۸]

### محصولات و سوغات
سوغات اصلی شهر سرایان شامل زعفران، پسته، انار، خشکبار، زیره، پنبه، حلوای محلی، کشک و بادام می‌باشد.

#### زعفران
شهرستان سرایان دارای سه هکتار مزارع زعفران است که سالانه ۱۲ تن زعفران خشک از آن حاصل می‌شود. زعفران سرایان با عیار ۳/۲ بالاترین عیار و کیفیت را در کشور به خود اختصاص داده است.

#### پسته
سالانه بالغ بر ۳۰۰ هکتار به باغات پسته شهرستان سرایان افزوده می‌شود و احداث باغات پسته با استقبال کشاورزان مواجه شده است. تا سال ۱۴۰۰ بالغ بر ۳۰۰۰ هکتار از اراضی شهرستان سرایان را باغات پسته به خود اختصاص داده است که به صورت سالیانه ۱۲ هزار تن پسته برداشت می‌شود.

#### زیره سبز
شهرستان سرایان با سطح زیر کشت ۱۲۶۰ هکتار و تولید ۷۵۰ تن زیره سبز مقام اول سطح زیر کشت و تولید را در استان خراسان جنوبی دارد. نیاز آبی بسیارکم، درآمد اقتصادی مناسب با توجه به صادراتی بودن محصول، استفاده از نیروی کار موجود در شهرستان، نداشتن آفت یا بیماری غیرقابل کنترل در منطقه از ویژگی‌های اساسی زیره جهت کاشت در شهرستان سرایان می‌باشد. 

## ورزش
سرایان در رشته‌های ورزشی مختلف تا به حال موفق به کسب مقام‌های کشوری و استانی درخور توجه ای شده است.
- موتورسواری: کسب مقام در مسابقات استانی و کشوری[۳۳]
- هندبال: قهرمانی لیگ دسته ۳ کشور[۳۴]
- ورزش‌های رزمی: کسب مقام نایب قهرمانی و مقام سوم تیمی کشوری در رشته کیک‌بوکسینگ[۳۵]
- بدنسازی: کسب مقاوم اول و سوم در مسابقات شرق کشور[۳۶]
- بازی‌های بومی محلی: کسب مقام‌های برتر در مسابقات بازی‌های بومی محلی[۳۷]

### اماکن ورزشی
| عنوان پروژه   | نوع بنا                             | تاریخ تأسیس | آدرس                 |
| ------------- | ----------------------------------- | ----------- | -------------------- |
| مجموعه ملت    | تمرینی و استادیوم فوتبال            |             | خیابان مطهری         |
| غدیر          | استخر سرپوشیده                      |             | خیابان مطهری         |
| نیایش         | سالن ورزشی                          |             | خیابان شفا           |
| میثاق         | سالن ورزشی                          |             | خیابان فنی و حرفه ای |
| شهید صادقی    | سالن ورزشی                          |             | خیابان فنی و حرفه ای |
| شهیدان رحیمی  | کشتی، تنیس، سالن ورزشی و چمن مصنوعی |             | خیابان ابوذر         |
| آموزش و پرورش | استخر روباز                         |             | خیابان ارشاد         |
| پوریای ولی    | سالن بدنسازی                        |             | بلوار کشاورز         |